# Rafael Nadal
Rafael Nadal Parera (født 3. juni 1986 i Manacor, Mallorca) er en tidligere spansk professionel tennisspiller og en af de mest succesfulde spillere i nyere tid. Han har således med fjorten sejre i French Open rekorden for flest sejre i én grand slam-turnering i den åbne periode.
Nadals onkel har trænet ham, siden han var 4 år og tillært ham den usædvanlige evne at spille tennis med venstre hånd, selvom Nadal fra naturens side er højrehåndet. Han nåede i en meget ung alder et højt niveau og deler sammen med Björn Borg rekorden for flest vundne titler som teenager (16). Nadal har sat et væld af rekorder siden teenageårene og har været nummer 1 på ATP-ranglisten i samlet 95 uger.
Nadal blev inden Wimbledon Championships 2009 skadet og kunne efterfølgende ikke spille på det højeste niveau. Dette betød, at han mistede førstepladsen på ATP-ranglisten til Roger Federer. Nadal genvandt dog førstepladsen fra Novak Djokovic pr. 4. oktober 2013 efter en 7 måneder lang knæskade med to Grand Slam sejre i henholdsvis French og US Open.
Nadal er en aggressiv baglinjespiller, og hans spillestil egner sig især til grusunderlaget, hvor han har hentet de fleste af sine titler. Nadal har imidlertid udviklet og tilpasset sit spil, så han i dag er en mere komplet tennisspiller. Dette har blandt andet resulteret i, at syv ud af foreløbigt 21 grand slam-titler er vundet på andre underlag end grus, to på græs i Wimbledon og fem på hard court med henholdsvis én i Australien og fire i US Open. Nadal har også vundet olympisk guld på hard court i Beijing, Kina i 2008.
Nadal er nevø til den tidligere fodboldstjerne Miguel Ángel Nadal.

## Grand Slam-resultater
| År   | Australian Open | French Open | Wimbledon | US Open |
| ---- | --------------- | ----------- | --------- | ------- |
| 2003 | –               | –           | 3R        | 2R      |
| 2004 | 3R              | –           | –         | 2R      |
| 2005 | 4R              | V           | 2R        | 3R      |
| 2006 | –               | V           | F         | KF      |
| 2007 | KF              | V           | F         | 4R      |
| 2008 | SF              | V           | V         | SF      |
| 2009 | V               | 4R          | –         | SF      |
| 2010 | KF              | V           | V         | V       |
| 2011 | KF              | V           | F         | F       |
| 2012 | F               | V           | 2R        | –       |
| 2013 | –               | V           | 1R        | V       |
| 2014 | F               | V           | 4R        | –       |
| 2015 | KF              | KF          | 2R        | 3R      |
| 2016 | 1R              | 3R          | –         | 4R      |
| 2017 | F               | V           | 4R        | V       |
| 2018 | KF              | V           | SF        | SF      |
| 2019 | F               | V           | SF        | V       |
| 2020 | KF              | V           | IA        | -       |

Tegnforklaring:
- – = Ikke deltaget
- 1R = Slået ud i 1. runde
- 2R = Slået ud i 2. runde
- 3R = Slået ud i 3. runde
- 4R = Slået ud i 4. runde
- KF = Slået ud i kvartfinalen
- SF = Slået ud i semifinalen
- F = Tabende finalist
- V = Vinder
- IA = Ikke afholdt grundet Covid-19

## Sponsorater
Nadal har medvirket i reklamekampagner for Kia som global ambassadør for firmaet. I maj 2008 udgav Kia en clay animation viral reklame, hvor Nadal spillede tennis mod et rumvæsen. Nadal har også en sponsor aftale med Universal DVDs
Han blev ansigt for Lanvin's L'Homme Sport parfume i April 2009.
I 2010 annoncerede luksusurmageren Richard Mille, at de havde udviklet et ultralet armbåndsur i samarbejde med Nadal, kaldet Richard Mille RM027 Tourbillon uret. Uret er lavet af titanium og lithium og er 525,000 $ værd; Nadal var involveret i design og test af uret på tennisbanen I løbet af French Open 2010 rapporterede Men's Fitness, at Nadal gik med Richard Mille uret på banen som del af hans sponsoraftale med den schweiziske urmager.
Nadal erstattede Cristiano Ronaldo som det nye ansigt for Emporio Armani Underwear og Armani Jeans for forår/sommer 2011 kollektionen. Dette er første gang, at mærket har brugt en tennis spiller som offentligt ansigt; tidligere har de benyttet sig af professionelle fodboldspillere såsom David Beckham, som medvirkede i reklamerne frem til 2008 Armani har sagt, at han valgte Nadal som den seneste mandlige undertøjsmodel fordi "...Han er perfekt, da han er en sund og positiv rollemodel for unge mennesker."
I 2012 skrev Nadal kontrakt med Team PokerStars Pro. Som del af aftalen, vil Nadal spille professionelt poker i sin fritid, både på nettet og til PokerStars turneringer. Nadal "...Da jeg opdagede poker, valgte jeg at blive medlem af PokerStars, da de forstår, hvad det kræver for at blive den bedste spiller og promoverer vindermentalitet. Jeg er meget glad for at samarbejde med dem.